# Spänfleck
Spänfleck (früher auch „Mausgraben“ genannt) ist ein Gemeindeteil der Gemeinde Gesees im Landkreis Bayreuth (Oberfranken, Bayern). Spänfleck liegt in der Gemarkung Gesees.

## Geografie
Die am südöstlichen Ortsrand vorbeiführende Bundesautobahn 9 trennt das Dorf Spänfleck von einer gleichnamigen Siedlung, die zur Gemeinde Haag gehört. In der Nähe des Ortes entspringt der Mausgraben, ein rechter Zufluss des Gosenbachs. Die Kreisstraße BT 5 führt nach Gesees (2,6 km nördlich) bzw. zur Staatsstraße 2163 bei Muthmannsreuth (3,9 km südwestlich). Von der BT 5 zweigt die Kreisstraße BT 47 ab, die nach Haag führt (1,5 km östlich).

## Geschichte
Gegen Ende des 18. Jahrhunderts bestand Spänfleck aus zwei Anwesen. Die Hochgerichtsbarkeit stand dem bayreuthischen Stadtvogteiamt Bayreuth zu. Grundherren waren das Hofkastenamt Bayreuth (1 Wohnhaus mit Zapfenschenke) und die Pfarrei Gesees (1 Gütlein).
Von 1797 bis 1810 unterstand der Ort dem Justiz- und Kammeramt Bayreuth. Mit dem Gemeindeedikt wurde Spänfleck dem 1812 gebildeten Steuerdistrikt Gesees zugewiesen. Zugleich entstand die Ruralgemeinde Spänfleck, zu der Eichenreuth und Hohenfichten gehörten. Sie war in Verwaltung und Gerichtsbarkeit dem Landgericht Bayreuth zugeordnet und in der Finanzverwaltung dem Rentamt Bayreuth. Mit dem Gemeindeedikt von 1818 erfolgte die Eingemeindung nach Gesees.

### Einwohnerentwicklung
| Jahr      | 001819 | 001822 | 001861 | 001871 | 001885 | 001900 | 001925 | 001950 | 001961 | 001970 | 001987 | 002022 |
| Einwohner | 26     | 31     | 40     | 36     | 44     | 44     | 40     | 55     | 32     | 47     | 55     | 57     |
| Häuser    |        | 4      |        |        | 6      | 6      | 7      | 7      | 6      |        | 12     |        |
| Quelle    | [ 10 ] | [ 7 ]  | [ 11 ] | [ 12 ] | [ 13 ] | [ 14 ] | [ 15 ] | [ 16 ] | [ 17 ] | [ 18 ] | [ 19 ] | [ 1 ]  |

## Religion
Spänfleck ist evangelisch-lutherisch geprägt und nach St. Marien (Gesees) gepfarrt.

## Verkehr
Der ÖPNV bedient das Dorf an einer Haltestelle der Buslinie 372 des VGN. Der nächstgelegene Bahnhof liegt in Creußen an der Bahnstrecke Schnabelwaid–Bayreuth.

## Sonstiges
Bekanntheit durch Presse und Fernsehen auch über Deutschland hinaus erlangte Konrad Täuber als letzter Postreiter der Bundesrepublik. Von 1967 bis 1973 brachte der auf seinem Pferd Liesl Briefe und Pakete von der Poststation Spänfleck aus in umliegende Orte und Höfe. Sein Bekanntheitsgrad veranlasste die Inhaber der örtlichen Gastwirtschaft „Zur Haltestelle“, diese in „Der letzte Postreiter“ umzubenennen.